# Béla Zsitnik
Béla Zsitnik (Győr, 17 de diciembre de 1924-Budapest, 12 de enero de 2019) fue un deportista húngaro que compitió en remo.
Participó en tres Juegos Olímpicos de Verano entre los años 1948 y 1960, obteniendo una medalla de bronce en Londres 1948 en la prueba de dos con timonel. Ganó una medalla de oro en el Campeonato Europeo de Remo de 1947.

## Palmarés internacional
| Juegos Olímpicos   | Juegos Olímpicos      | Juegos Olímpicos  | Juegos Olímpicos |
| Año                | Lugar                 | Medalla           | Prueba           |
| ------------------ | --------------------- | ----------------- | ---------------- |
| 1948               | Londres (Reino Unido) | Medalla de bronce | Dos con timonel  |
| Campeonato Europeo |                       |                   |                  |
| Año                | Lugar                 | Medalla           | Prueba           |
| 1947               | Lucerna (Suiza)       | Medalla de oro    | Dos con timonel  |